# Hawesville (Kentucky)
Hawesville es una ciudad ubicada en el condado de Hancock en el estado estadounidense de Kentucky. En el Censo de 2010 tenía una población de 945 habitantes y una densidad poblacional de 291,43 personas por km².

## Geografía
Hawesville se encuentra ubicada en las coordenadas 37°53′51″N 86°44′52″O / 37.89750, -86.74778. Según la Oficina del Censo de los Estados Unidos, Hawesville tiene una superficie total de 3.24 km², de la cual 3.24 km² corresponden a tierra firme y (0.08%) 0 km² es agua.

## Demografía
Según el censo de 2010, había 945 personas residiendo en Hawesville. La densidad de población era de 291,43 hab./km². De los 945 habitantes, Hawesville estaba compuesto por el 96.3% blancos, el 1.16% eran afroamericanos, el 0.63% eran amerindios, el 0.21% eran asiáticos, el 0% eran isleños del Pacífico, el 0.11% eran de otras razas y el 1.59% pertenecían a dos o más razas. Del total de la población el 0.85% eran hispanos o latinos de cualquier raza.